# Virtua Cop: Elite Edition
Virtua Cop: Elite Edition (バーチャコップ リ・バース), également appelé Virtua Cop Re-Birth au Japon, est une compilation de jeux vidéo de tir au pistolet de Sega, sortie en 2002 sur PlayStation 2. Elle inclut Virtua Cop, Virtua Cop 2 et une galerie d'artworks. Elle fait partie de la série Virtua Cop.

## Accueil
- Jeux vidéo Magazine : 4/20[1]
- Jeuxvideo.com : 9/20[2]